# Finale di Heineken Cup 2000-2001
La finale di Heineken Cup 2000-01 fu la gara di assegnazione del titolo di campione della 6ª edizione della massima competizione europea per club di rugby a 15.
Si tenne il 19 maggio 2001 al Parco dei Principi tra la formazione parigina dello Stade français e gli inglesi del Leicester, che si aggiudicarono l'incontro con il punteggio di 34-30.

## Il percorso dei club finalisti

### Leicester
Gli inglesi primeggiarono in un girone che li vedeva contrapposti a Glasgow, Pau e Pontypridd; gli unici punti persi furono contro il club gallese, vittorioso all'andata per 18-11 per poi essere sconfitto 27-19 al ritorno.
Le altre quattro partite furono altrettante vittorie, due ciascuno contro Pau (46-18 in casa e 20-3 sui Pirenei) e Glasgow (33-21 in Scoziae 41-26 a Welford Road).
Il quarto di finale di Leicester fu a domicilio contro lo Swansea, un derby anglo-gallese senza storia, risolto dalla squadra di casa già nel primo tempo e vinto 41-10, mentre invece più combattuto fu l'incontro tutto inglese di semifinale contro Gloucester, vinto 19-15 grazie soprattutto alla solidità difensiva tradottasi in una sola meta marcata contro zero degli avversari.

### Stade Français
Anche la compagine parigina si assicurò il primato del girone concedendo solo una vittoria agli avversari: punteggio pieno contro L’Aquila (92-7 al Jean Bouin e 76-9 al ritorno in Abruzzo), unica sconfitta all'andata in Galles contro Swansea, poi regolato 42-13 al ritorno, e doppia affermazione su London Wasps, 40-10 a domicilio e 31-28 a Londra.
Il derby francese nei quarti di finale contro Pau fu un affare relativamente semplice per lo Stade, che si impose 36-19 al termine di una partita in equilibrio solo fino alla fine del primo tempo; più complicata la vittoria in semifinale contro Munster: avanti 16-6 al primo tempo, lo Stade subì il ritorno della formazione irlandese che, a parte una meta annullata su decisione contestata, marcò tre calci piazzati i quali tuttavia non bastarono a ribaltare la situazione, stabilizzata sul 16-15 per i francesi.

## La finale
Al Parco dei Principi di Parigi fu di scena un incontro anglo-francese tra Leicester e Stade français, trascinato alla gara decisiva dai 31 punti marcati da Diego Domínguez nella fase a eliminazione.
L'italo-argentino fu protagonista anche nella gara di finale, conducendo il club parigino al predominio nel primo tempo per 15-9 con cinque calci piazzati.
Il suo collega di ruolo Tim Stimpson mantenne Leicester in rotta grazie anch'egli, a propria volta, a cinque piazzati che, uniti a una meta di Lloyd e un'altra di Back, tenevano gli inglesi in testa a poco meno di 20' dalla fine; ancora 9 punti di Domínguez riportavano lo Stade in testa per 30-27 quando mancava un minuto alla fine, ma una seconda meta di Lloyd ribaltò la situazione allo scadere e, con la trasformazione di Stimpson, il punteggio si sigillò sul 34-30 per Leicester.
Si trattò della terza coppa per un club inglese, la prima assoluta del Leicester nonché la sesta vittoria inedita in altrettante edizioni di torneo.

## Tabellino dell'incontro
| Arbitro: | David McHugh |

| |              | |
| Lloyd 41’, 79’ Back 60’ | mt           | |
| Stimpson 60’, 79’ | tr           | |
| Stimpson 7’, 12’, 30’, 66’, 75’ | c.p.         | 5’, 17’, 22’, 29’, 40’, 48’, 58’, 68’, 72’ Domínguez |
| | drop         | 78’ Domínguez |
| · Stimpson · 77’ G. Murphy · Lloyd · Howard · Stanley · 73’ An. Goode · Healey · Rowntree · West · Garforth · M. Johnson · Kay · Corry · Back · 35’ W. Johnson | Formazioni   | · Dominici · Lombard · Comba · Mytton · A. Gomes · Domínguez · M. Williams · Marconnet · Landreau · de Villiers · Auradou · M. James · Moni 68’ · Pool-Jones · Juillet 5’ |
| · 35’ Gustard · 73’ Hamilton · 77’ Gelderbloom | Sostituzioni | · Blin 5’ · Tabacco 68’ |
| Dean Richards | Allenatori   | John Connolly |